# Maurice Lapaire
Pour les articles homonymes, voir Lapaire.
Maurice Lapaire, né le 15 mars 1905 à Porrentruy (Jura), mort le 18 novembre 1997 à Andora (Italie, province de Savone) est un peintre suisse.

## Biographie
Né le 15 mars 1905 à Porrentruy, il partage son temps entre son métier d’enseignant et la peinture. Instituteur à Cornol de 1923 à 1935, il fréquente à Paris l'Académie Julian de 1931 à 1934. Il participe au Salon d'automne de Paris en 1932 et en 1934. Appelé à Berne en 1936, il y enseigne le dessin au Progymnase et au Gymnase, jusqu’en 1941. Il poursuit sa carrière de professeur de dessin et d’histoire de l’art à Porrentruy à l'École cantonale et à l'École normale, de 1942 à 1970. Parallèlement à son enseignement, il se consacre à la peinture de chevalet, à la décoration monumentale et à l’illustration. Membre fondateur de la société des peintres et sculpteurs jurassiens, crée en 1954. En 1954, il construit sa maison à Andora, qu’il ornera par la suite de peintures murales et de vitraux. Il s’y retire en 1970 et y meurt le 18 novembre 1997.

## Œuvres
Le peintre reste fidèle à l’art figuratif, même si, pour ses élèves, il analyse avec enthousiasme les œuvres des fauves, des cubistes et des surréalistes. Il ne cache pas son admiration pour Matisse, sans pourtant l’imiter. Au cours des années 1950, il se sent proche du groupe des peintres de la réalité poétique, rencontrant notamment André Planson et Roland Oudot. Son sujet favori et presque exclusif est le paysage, d’abord celui du Jura, notamment de la région de Porrentruy, de Saint-Ursanne et des Franches-Montagnes. Puis celui du midi de la France et de la Bretagne. Enfin, en Italie, Ravenne et la côte ligure.
Jusque vers 1945, sa palette se cantonne dans les tonalités délicates d’un Corot. Puis  l’artiste s’exprime dans des couleurs presque pures, lumineuses, traitées dans une pâte vigoureuse. La touche se fait plus courte et moins vive après 1990.

## Principales expositions
L’artiste est resté particulièrement discret. Il n’a présenté son travail que dans quatre expositions personnelles : Porrentruy, 1946 ; Lausanne, 1968 ; San Remo, 1995 et 1997.  Une rétrospective lui a été consacrée en 1999 à Porrentruy.
Les peintures de Maurice Lapaire figurent dans les collections du Musée de l'Hôtel-Dieu Porrentruy, du Musée jurassien d'art et d'histoire à Delémont et du Lycée cantonal de Porrentruy, ainsi que dans des collections privées de Suisse, de France, d'Italie, de Belgique, de Grande-Bretagne et des États-Unis.

## Illustrations
À côté d’un grand nombre d’estampes (gravures sur bois et sur cuivre, lithographies, monotypes), il illustre des ouvrages de ses amis et collègues.
F. Reusser, Géographie du canton de Berne, Lausanne, 1937.
L'Evangile des prisonniers de guerre, Fribourg. 1941
Charles Beuchat, Les Sirènes là-bas, poèmes et proses, Genève, 1943.
M. Marchand, Notre camarade, choix de lectures, Berne, 1943.
Simon Vatré, Glossaire des patois d'Ajoie, Porrentruy, 1950.
C. Lapaire, Les constructions religieuses de Saint-Ursanne, Porrentruy, 1960.
Pierre Rebetez, Géographie du canton de Berne, Berne, 1961.

## Décorations monumentale
Dans le Jura, nombreuses peintures murales à Porrentruy (Chapelle N. D. de Lorette, 1937 ; École Juventuti, 1945 ; Collège Saint-Charles, 1948), à Boncourt (École primaire, 1951) et à Bassecourt (École primaire, 1952). Vitraux à l’église paroissiale de Buix, 1956. En Ligurie, vitraux de l’église paroissiale d’Andora, 1972 et 1978.